# تشريع حرية المعلومات في المملكة المتحدة
يخضع تشريع حرية المعلومات في المملكة المتحدة باثنين من قوانين برلمان المملكة المتحدة والبرلمان الإسكتلندي تم تطبيقهما في 1 يناير عام 2005.
- قانون حرية المعلومات لعام 2000 («قانون عام 2000»)
- قانون حرية المعلومات (إسكتلندا) لعام 2002 («قانون عام 2002» أو «القانون الإسكتلندي»)

ثمة معلومات محددة فقط يمكن الحصول عليها وفق لوائح المعلومات البيئية لعام 2004.
بما أن عددًا كبيرًا من الهيئات الحكومية في إسكتلندا (مثل الهيئات التعليمية) يخضع لسلطة البرلمان الإسكتلندي، فإن قانون عام 2000 لا ينطبق عليها، ومن ثم تطلب الأمر صدور قانون ثانٍ من البرلمان الإسكتلندي. لكن يجدر الملاحظة هنا أن هذين القانونين ينطبقان على كيانات متماثلة في البلدين - الجهات الحكومية التي تخضع للقانون في إنجلترا وويلز وأيرلندا الشمالية هي نفسها التي يغطيها القانون في إسكتلندا - الشروط كذلك متماثلة تقريبًا في البلدين، وإن كانت صياغة القانون الإسكتلندي تؤيد بشكل أكبر الكشف عن المعلومات.
لا يمتد قانون عام 2000 للهيئات الحكومية في الخارج أو الدول التابعة. وقررت بعض هذه الدول اتباع التشريع الخاص بها في هذا الشأن، وإن لم يكن أيٌ من هذه التشريعات قيد التنفيذ الآن.

## معلومات تاريخية
في عام 1977، نُشِر مشروع «قانون حرية المعلومات والخصوصية»، والذي كان أقصر وأبسط من القانونين اللذين صدرا بعد ذلك، وتضمن أيضًا تشريعًا للخصوصية. اقترحت أحزاب المعارضة تعديلات عليه فيما بعد، وصار التزامًا صريحًا لحزب العمال في الانتخابات العامة عام 1997. وبشَّر ذلك بتقديم تشريع لحرية المعلومات يتماشى مع ما يوجد في الدول الغربية الأخرى.
تم تحديد جدول زمني للامتثال لقانون عام 2000، ثم لقانون عام 2002، بحيث يكون التطبيق الكامل لكليهما في التاريخ نفسه، وهو 1 يناير عام 2005. وأدى ذلك إلى الحد من الالتباس والغموض، لكن التأخر في اقتراح قانون مماثل في إسكتلندا أدى إلى تأخير التنفيذ النهائي لبعض الوقت. ونتيجة لذلك، تم الوفاء أخيرًا بالوعد الصريح الذي صدر في انتخابات عام 1997 في الموعد المحدد للانتخابات العامة لعام 2005.
في عام 2007، تم تقديم قانون حرية المعلومات (تعديل) كمشروع قانون مُقدَم من بعض الأعضاء في مجلس العموم بواسطة عضو البرلمان التابع لحزب المحافظين دفيد ماكلين. ونصَّ مشروع القانون على إعفاء أعضاء البرلمان وأعضاء مجلس اللوردات من شروط قانون عام 2000، لكن في الوقت الذي نجح فيه تمرير هذا المشروع في مجلس العموم، فشل ذلك في مجلس اللوردات بسبب عدم التمكن من العثور على رعاة.

## وصلات خارجية
- Freedom of Information and Privacy Bill. London: Parliamentary Stationery Office, 1977
- Information Commissioner's Office نسخة محفوظة 20 سبتمبر 2012 على موقع واي باك مشين.
- Scottish Information Commissioner's website
- What Do They Know? Make and explore Freedom of Information requests